# Weisenauer Ruderverein 1913
Der Weisenauer Ruderverein 1913 e. V. (WRV) ist ein Wassersportverein aus Mainz-Weisenau. In ihm werden der Rudersport, der Kanusport und die Damengymnastik betrieben.
Erster Vorsitzender des etwa 163 Mitglieder zählenden Vereins ist Ludwig Dürsch. Das Bootshaus des Weisenauer Rudervereins 1913 befindet sich linksrheinisch bei Rheinkilometer 493,6.

## Geschichte
Am 15. Juli 1913 wurde der Weisenauer Ruderverein 1913 e. V. von Adam Anstatt gegründet. Am 5. Oktober 1913 erfolgte die Aufnahme in den Süddeutschen Ruderverband. Das erste Vereinsbootshaus aus dem Jahre 1930 musste später dem Bau der Weisenauer Brücke weichen, es wurde zwischen 1960 und 1963 durch das zweite Vereinshaus ersetzt. Am 22. April 1966 ging der Weisenauer Paddel-Club 1923 e. V. im Weisenauer Ruderverein 1913 auf.
Der Verein führt eine Mitgliederzeitschrift mit dem Titel „WRV-Echo“.

## Sportliche Erfolge
Björn Steinfurth, Vereinsmitglied im Weisenauer Ruderverein 1913, wurde in Eton bei den Ruder-Weltmeisterschaften 2006 Vizeweltmeister im Leichtgewichts-Achter der Männer. Er startete damals allerdings für den größeren Mainzer Ruder-Verein von 1878. Sein Vater Ulrich Steinfurth nahm zuvor bereits an den Ruder-Weltmeisterschaften 1977 im Leichtgewichts-Achter der Männer teil und belegte Platz sieben.